# Митрофанівська сільська рада (Новгородківський район)
| Митрофанівська сільська рада — колишній орган місцевого самоврядування у Новгородківському районі Кіровоградської області з адміністративним центром у с. Митрофанівка. Сільській раді підпорядковані населені пункти: - с. Митрофанівка |

## Склад ради
Рада складається з 14 депутатів та голови.

### Керівний склад ради
| ПІБ                          | Основні відомості                                                             | Дата обрання | Дата звільнення |
| ---------------------------- | ----------------------------------------------------------------------------- | ------------ | --------------- |
| Бондарь Микола Анатолійович  | Сільський голова, 1959 року народження, освіта, безпартійний                  | 26.03.2006   | 31.10.2010      |
| Ковальова Тетяна Анатоліївна | Сільський голова, 1975 року народження, освіта середня загальна, позапартійна | 31.10.2010   | 15.11.2015      |
| Гурій Василь Васильович      | Сільський голова.                                                             | 15.11.2015   |                 |

Примітка: таблиця складена за даними джерела

## Населення
Згідно з переписом УРСР 1989 року чисельність наявного населення сільської ради становила 1134 особи, з яких 496 чоловіків та 638 жінок.
За переписом населення України 2001 року в сільській раді мешкало 985 осіб.

### Мова
Розподіл населення за рідною мовою за даними перепису 2001 року:
| Мова       | Відсоток |
| ---------- | -------- |
| українська | 97,16 %  |
| російська  | 1,52 %   |
| білоруська | 0,61 %   |
| вірменська | 0,51 %   |
| молдовська | 0,20 %   |